# Флюк
„Флюк“ (на английски: Fluke) е американски игрален филм (драма) от 1995 година на режисьора Карло Карлей, по сценарий на Карло Карлей и Джеймс Карингтън. Базиран е по романа на Джеймс Хърбърт. Музиката е композирана от Карло Силиото.

## Сюжет
Филмът разказва за историята за работохолика Томас Джонсън (Матю Модайн), загива в автомобилна катастрофа и се преражда в куче.

## Телевизионна версия
На 2 януари 2009 г. Нова телевизия излъчи филма с български дублаж за телевизията. Екипът се състои от:
| Преводач            | Лидия Иванова                                                                           |
| Режисьор на дублажа | Ралица Ботева                                                                           |
| Тонрежисьор         | Борис Драганов                                                                          |
| Озвучаващи артисти  | Ани Василева Йорданка Илова Цветана Мирчева Силви Стоицов Христо Узунов Николай Николов |